# Stenorhopalus rufofemoratus
Stenorhopalus rufofemoratus là một loài bọ cánh cứng trong họ Cerambycidae.